# Mariaheem

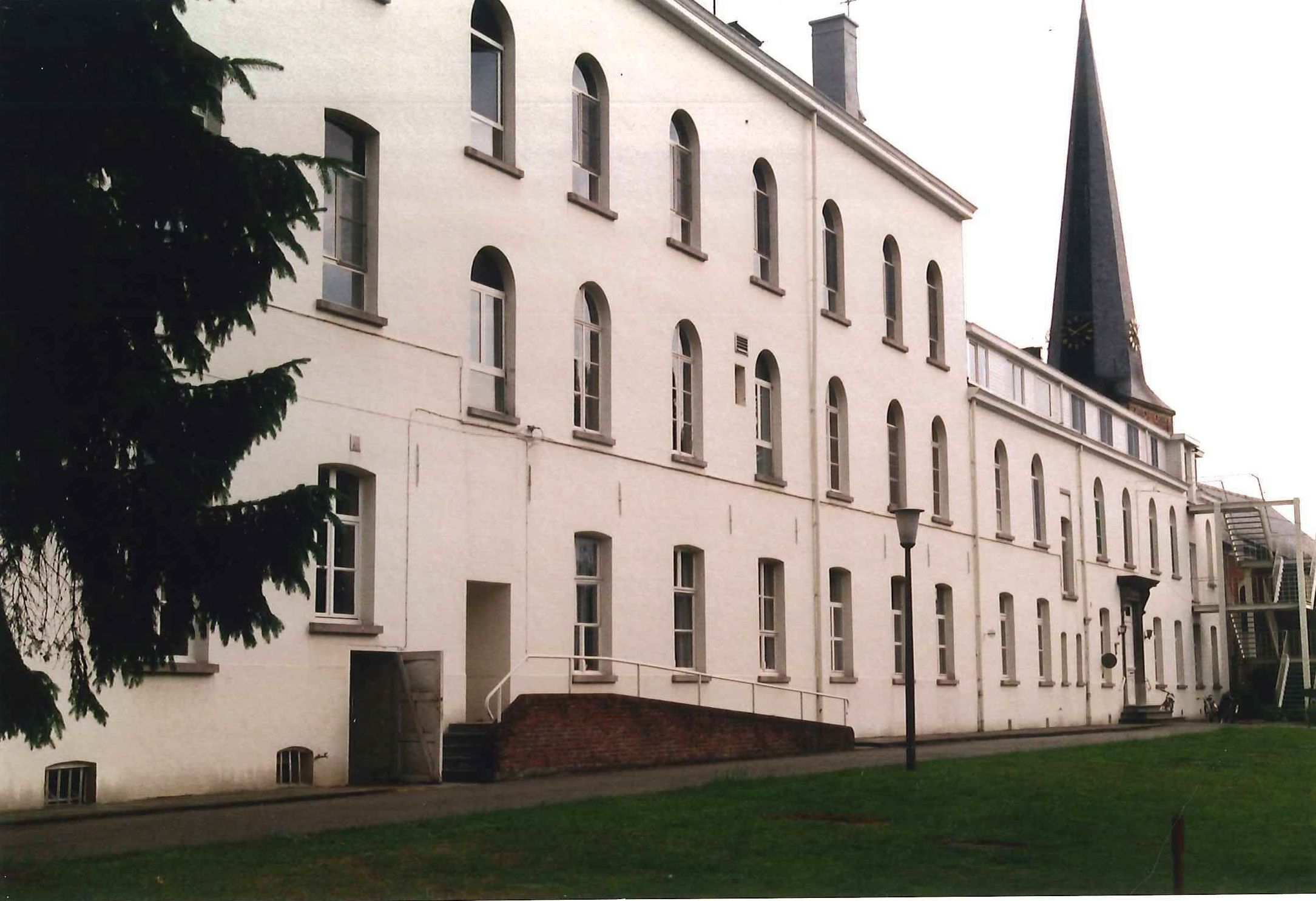
Mariaheem

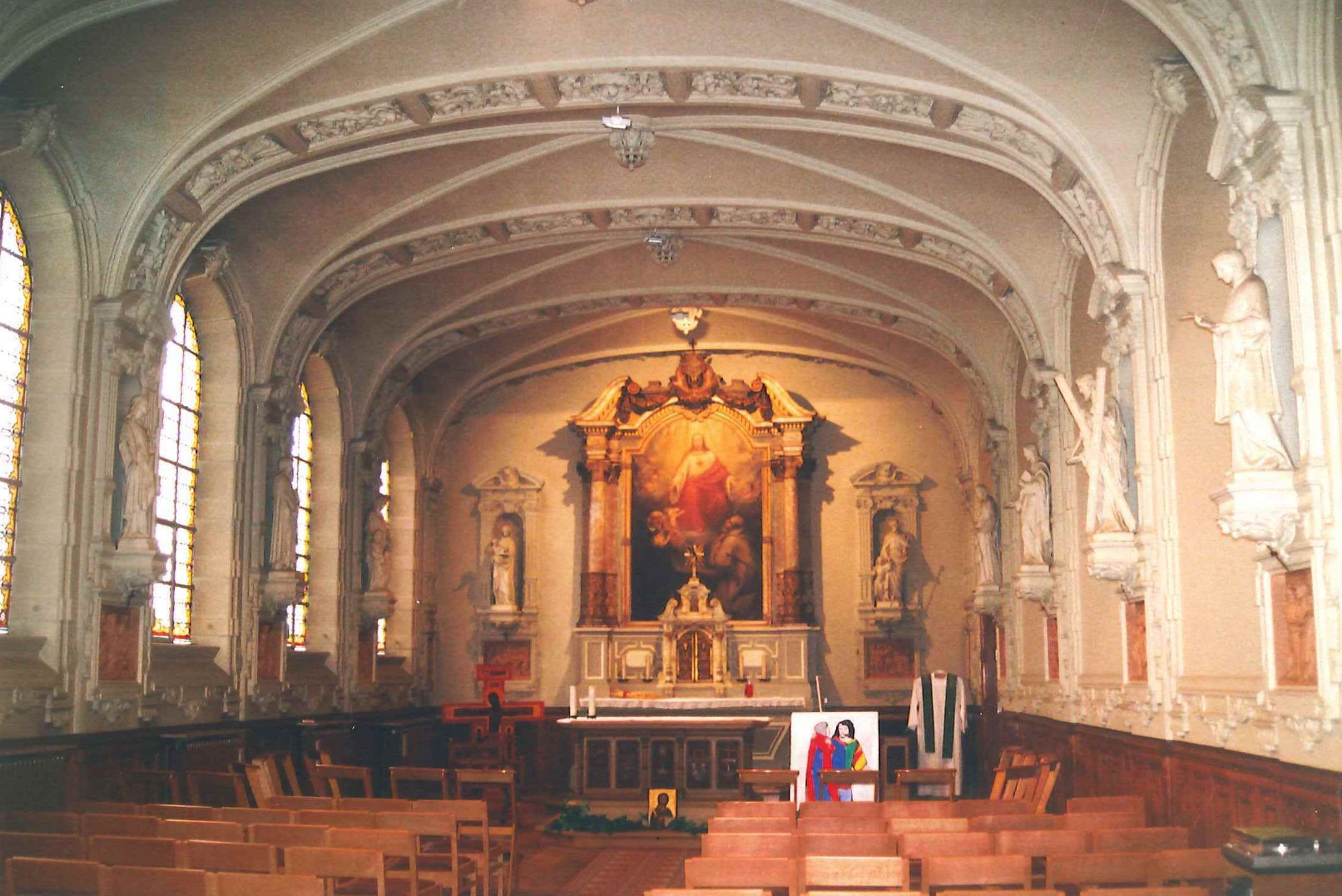
Interieur van de kapel

Het Mariaheem is een voormalig klooster in de tot de Oost-Vlaamse gemeente Zwalm behorende plaats Beerlegem, gelegen aan Kasteeldreef 2.

## Geschiedenis
In 1823 schonk kasteelvrouwe Thérèse de Draeck een stuk grond aan de Zusters van Liefde die er een klooster, een dorpsschool en een internaat oprichtten onder de naam Sinte Theresia Huys. Van 1826-1846 was er ook een spin- en handwerkschool en van 1831-1924 bestond er een zondagsschool. In 1884-1886 werd een lagere school bijgebouwd en in 1886 werd een nieuwe vleugel met een kapel bijgebouwd. Tijdens de Tweede Wereldoorlog werd het klooster als veldhospitaal gebruikt. Van 1957-1964 was er een middelbare school aan het geheel verbonden. In 1975 sloot ook de basisschool.
In 1967 werd het complex ingericht als Mariaheem, een tehuis voor verstandelijk beperkte vrouwen. Er werd ook een nieuw dagverblijf gebouwd. In 1993 werd het complex door de zusters verkocht.

## Gebouw
De nog bestaande schoolgebouwen zijn uit de jaren '80 van de 19e eeuw en werden ontworpen door Emile Van Hoecke-Peeters. Van dezelfde architect is de kapel. Deze bevat onder andere een neobarok portiekaltaar.
In de tuin vindt men een Lourdesgrot van 1878, vervaardigd van door de barones geschonken stenen van Écaussines, en een ijskelder van 1896 met daarbovenop een Mariabeeld.